# Carl Stenger
Carl Stenger (* 26. November 1905 in Hetschbach; † 29. Juni 1982 in Bad Vilbel) war ein deutscher Gewerkschafter und Politiker (SPD). In der dritten Wahlperiode war er Abgeordneter im Deutschen Bundestag.

## Leben
Stenger besuchte die Volksschule in Frankfurt am Main und machte anschließend von 1920 bis 1924 eine Lehre zum Autoschlosser. Nachdem er diese absolviert hatte, begann er ab 1925 bei der Deutschen Reichspost zu arbeiten. Dort stieg er später zum Postoberinspektor auf. Stenger wurde später noch ehrenamtlicher Mitarbeiter der Gruppe Post im Verkehrsverbund.

## Politik
Stenger wurde 1925 Mitglied der SPD, trat aber bis zum Ende des Zweiten Weltkrieges politisch nicht in Erscheinung. Erst danach wurde er 1947 Landessekretär der Deutschen Postgewerkschaft Hessen und 1948 Geschäftsführer der Arbeitsgemeinschaft der Postgewerkschaften in der Amerikanischen Zone. Er war 1949 an der Gründung des Deutschen Gewerkschaftsbundes beteiligt und bis 1971 Vorsitzender der Deutschen Postgewerkschaft. Von 1953 bis 1971 gehörte er dem Verwaltungsrat der Bundespost an. Bei der Bundestagswahl 1957 zur dritten Wahlperiode wurde er über die Landesliste der SPD in Hessen in den Deutschen Bundestag gewählt, dem er aber nur für diese Wahlperiode angehörte. Stenger war als ordentliches Mitglied im Ausschuss für Verkehr, Post- und Fernmeldewesen vertreten. Außerdem war er stellvertretendes Mitglied im Innenausschuss.

## Ehrungen
- 1966: Großes Verdienstkreuz der Bundesrepublik Deutschland
- 1971: Großes Verdienstkreuz mit Stern der Bundesrepublik Deutschland
- 1971: Wilhelm-Leuschner-Medaille